# Черепахи — удивительно быстрые пловцы
«Черепахи — удивительно быстрые пловцы» (яп. 亀は意外と速く泳ぐ Камэ ва игай то хаяку оёгу, англ. Turtles Are Surprisingly Fast Swimmers) — художественный фильм японского писателя и режиссёра Сатоси Мики.

## Синопсис
Судзумэ Катагура (Дзюри Уэно) — обычная домохозяйка, супруг которой отправляется по делам за границу. Они регулярно общаются по телефону, но он больше заботится о состоянии его любимой черепахи Таро. Судзумэ устаёт от своей обыденной жизни. Её лучшая подруга, Кудзаку Огитани (Ю Аои), ведёт гораздо более интересную жизнь, чем она, и всё ещё хочет большего, а именно мужа в Париже с домом с видом на Эйфелеву башню. Позже, когда Судзумэ идёт по крутым ступенькам, она случайно роняет со своей тележки яблоки и, собирая их, находит крошечную листовку о розыске шпионов. После провала попытки разнообразить свою жизнь Судзумэ звонит по указанному в листовке номеру и отправляется в старый дом, чтобы встретиться со шпионскими учителями, безработной парой Сидзуо Кугитани (Рю Ивамацу) и Эцуко Кугитани (Эри Фусэ), которые работают на организацию, название которой ни разу не упоминается вслух. Они наставляют, чтобы она оставалась совершенно скучной и ничем не выделялась. В какой-то момент Судзумэ встречает Кудзаку в очереди за шанс выиграть в лотерею чудесные призы, включая поездку во Франци, но выигрывают только поездку на рыбалку, которая больше нравится Судзумэ, чем Кудзаку. Судзумэ рассказывает, что никогда не сможет отказать Кудзаку, потому что, когда они были молоды, Кудзаку отключила электричество в деревне, чтобы Судзумэ смогла увидеться со своим возлюбленным Като, но в процессе поразила себя электрическим током. Рыбалка заканчивается, когда в воде обнаруживается тело. Неизвестная группа обращает внимание на тот факт, что труп не принадлежал японцу и, вероятно, тот был шпионом, из-за чего начинает расследование с целью поиска других шпионов. Тем временем Судзумэ встречает Като и обнаруживает, что он облысел. В конце концов, со шпионами связывается глава их группы, которая рекомендует им приехать в её страну. Судзумэ было велено проститься со всеми своими друзьями и семьёй, так как она может больше никогда их не увидеть. Однако Кудзаку пропала, и таинственная группа появилась за её дверью. Когда Судзумэ готовится бросить свою старую жизнь (символично выбросив в реку черепаху Таро), она видит сына Като, тонущего в реке, и спасает его. Свидетели сообщают о случившемся, и вскоре её фоторобот появляется во всех новостях. После приказа о возвращении таинственная группа уже патрулирует улицы, делая невозможным побег. Чтобы убедиться, что её коллеги-шпионы смогли благополучно вернуться, Судзумэ отключает электричество так же, как Кудзаку. Когда все шпионы наконец встречаются в пункте назначения, Сидзуо говорит Судзумэ, что их глава настаивает, чтобы она осталась дома. Старушка на скамейке оказывается лидером и открывает люк под своей скамейкой. Судзумэ прощается со всеми, затем объясняет, что желание Кудзаку жить в Париже с видом на Эйфелеву башню исполнилось, так как за шпионаж её посадили в камеру с видом на тюремную башню, и уходит вдаль, чтобы спасти свою подругу.

## В ролях
- Дзюри Уэно в роли Судзумэ Катакуры
- Ю Аои в роли Кудзаку Огитани
- Дзюн Канамэ в роли Като
- Масато Ибу в роли Наканиси
- Ютака Мацусигэ в роли шеф-повара
- Рю Ивамацу в роли Сидзуо Кугитани
- Эри Фусэ в роли Эцуко Кугитани

## Релиз
Фильм впервые вышел в Японии 2 июля 2005 года, а в Южной Корее — 19 октября 2006 года. Он был показан в Великобритании в кинофестивале Raindance 28 октября 2008 года и в Тайване 7 ноября 2008 года.